# Andrea Velasco
Andrea Michelle Velasco Barrera (* 17. Juli 1997) ist eine salvadorianische Leichtathletin, die sich auf den Stabhochsprung spezialisiert hat und in dieser Disziplin Inhaberin des Landesrekordes ist.

## Sportliche Laufbahn
Erste internationale Erfahrungen sammelte Andrea Velasco im Jahr 2013, als sie bei den Zentralamerika- und Karibikmeisterschaften in Morelia mit übersprungenen 3,25 m den fünften Platz belegte. Im Jahr darauf siegte sie mit 3,20 m bei den Juniorenzentralamerikameisterschaften in Managua und siegte anschließend mit 3,31 m bei den Zentralamerikameisterschaften in Tegucigalpa. Daraufhin gewann sie bei den Juniorenzentralamerika- und Karibikmeisterschaften in Morelia mit 3,20 m die Silbermedaille, ehe sie bei den Zentralamerika- und Karibikspielen in Xalapa mit 3,30 m den siebten Platz belegte. 2015 verteidigte sie bei den Zentralamerikameisterschaften in Managua mit 3,35 m ihren Titel und belegte dann bei den NACAC-Meisterschaften in San José mit 3,50 m den fünften Platz. 2016 siegte sie mit 3,51 m bei den CAC-Juniorenmeisterschaften und 2017 sicherte sie sich bei den Zentralamerikameisterschaften in Tegucigalpa mit 3,40 m die Goldmedaille. Anschließend brachte sie bei den Zentralamerikaspielen in Managua keinen gültigen Versuch zustande. Im Jahr darauf siegte sie mit 3,42 m bei den Zentralamerikameisterschaften in Guatemala-Stadt und gelangte anschließend bei den Zentralamerika- und Karibikspielen in Barranquilla mit 3,45 m auf Rang acht. 2019 siegte sie mit 3,60 m ein weiteres Mal bei den Zentralamerikameisterschaften in Managua, ehe sie bei den U23-NACAC-Meisterschaften in Santiago de Querétaro mit 3,70 m den vierten Platz belegte. 2021 siegte sie mit 3,86 m bei den Zentralamerikameisterschaften in San José und im Jahr darauf verteidigte sie bei den Zentralamerikameisterschaften in Managua mit 3,90 m ihren Titel. Daraufhin brachte sie bei den NACAC-Meisterschaften in Freeport keinen gültigen Versuch zustande. 2023 gewann sie bei den Zentralamerikameisterschaften in San José mit 3,80 m die Goldmedaille und belegte anschließend bei den Zentralamerika- und Karibikspielen in San Salvador mit 3,90 m den fünften Platz.
2023 wurde Velasco salvadorianische Meisterin im Stabhochsprung.